# Font de l'Espardenyera
La Font de l'Espardenyera és una urbanització de Terrassa, aproximadament a un quilòmetre i mig al nord-est del nucli urbà, adscrita al districte 6 o del Nord-est, si bé inicialment pertanyia al districte 5, o Nord-oest. Situada al marge esquerre de la riera de les Arenes, està limitada pel terme municipal de Matadepera al nord, per la carretera de Castellar (C-1415a) al sud, el torrent de la Font de les Canyes (o del Sagrament) a l'est i el de les Monges a l'oest, que conflueixen aigües avall de la urbanització per formar el torrent de la Grípia, emissari del Besòs. S'hi accedeix per la carretera de Matadepera (BV-1275).
Ocupa una extensió de 0,18 km² i té una població de 172 habitants el 2021.
Aquest barri, separat de la trama urbana de la ciutat, agafa el nom de la font que dona les aigües al torrent de la Grípia i va néixer com a continuació de les urbanitzacions del sud de Matadepera, al llarg de l'anomenat passeig de Matadepera, però ja dins el terme municipal de Terrassa, cosa que ha estat a l'origen de diversos problemes de cobertura d'infraestructures i de serveis.
A l'oest de la urbanització s'aixeca la capella de Santa Magdalena de Puigbarral, que depèn de la parròquia de Sant Llorenç, al barri d'Ègara. És l'església d'un antic convent de monges agustines del segle xiv que al començament del segle xx estava en ruïnes i que fou restaurada el 1956. S'hi accedeix pel camí dels Monjos, un trencall de la carretera de Matadepera que surt a mà dreta tot just travessat el pont de la riera de les Arenes, abans d'entrar al poble.